# Gallengrieß
Gallengrieß ist eine zähflüssige Eindickung der Gallenflüssigkeit, die sehr kleine Gallensteinchen (ca. 0,5–1 mm, je nach Definition auch bis zu 3 mm) enthält. Er wird auch als (biliäre) Mikrolithiasis bezeichnet. Muss aber vom sogenannten Gallenschlamm (sludge) abgegrenzt werden, der per definitionem keinen Schallschatten wirft. Der Gallengrieß bietet in der Sonographie der Gallenblase ein charakteristisches Bild und kann als Vorstufe einer Gallensteinbildung angesehen werden, auch wenn er sich spontan wieder zurückbilden kann. Er kann sich auch in den Gallengängen abscheiden, insbesondere im Ductus choledochus vor dem Schließmuskel (Papilla duodeni major) an der Mündung, und diese verengen oder blockieren. In diesem Fall kann eine ERCP sinnvoll sein. Eine weitere Behandlungsmöglichkeit ist die medikamentöse Auflösung durch orale Gabe von Ursodeoxycholsäure (UDCA).